# Guiricema
Guiricema là một đô thị thuộc bang Minas Gerais, Brasil. Đô thị này có diện tích 294,417 km², dân số năm 2007 là 8906 người, mật độ 28,8 người/km².